# Vuk Drašković
Vuk Drašković (Međa (općina Žitište), Vojvodina, Srbija, 29. studenog 1946.), nekadašnji srbijanski političar i predsjednik nekada najjače srpske oporbene stranke - Srpski pokret obnove.

## Životopis
Iako je rođen u Vojvodini, Drašković je djetinjstvo proveo u Hercegovini. Оsnovnu školu završio je u Fojnici kod Gacka, a gimnaziju u Gacku. Pravni fakultet u Beogradu završio je 1968. Tijekom 1970-ih radio je kao novinar, a jedno je vrijeme bio dopisnik jugoslavenske novinske agencije TANJUG iz Afrike. Tada je bio i član Saveza komunista Jugoslavije.
Početkom 1980-ih, Drašković napušta novinarstvo i posvjećuje se književnosti. Objavio je više romana od kojih su najpoznatiji "Sudija" i "Nož". Drašković tada postaje već otvoreni protivnik socijalizma i Titove politike, i poziva na obnovu četništva. U to vrijeme postao je jedan od poznatijih disidenata.

## Politička karijera
1989. godine, Drašković i njegov kum Vojislav Šešelj osnivaju stranku pod nazivom Srpska narodna obnova, koja je imala otvoren četnički program. Međutim, kumovi su se uskoro posvađali pa se stranka raspala. Sljedeće, 1990. godine, Drašković osniva Srpski pokret obnove koji je tijekom te godine postao najmasovnija oporbena stranka tadašnjem režimu predsjednika Srbije, Slobodana Miloševića. Za prosinac te 1990. raspisani su prvi višestranački izbori u Srbiji. Drašković, kao predsjednički kandidat, više nego uvjerljivo gubi od Miloševića a SPO osvaja 19 zastupničkih mjesta u Skupštini Srbije.
Početkom 1991. godine, srpska državna televizija (pod potpunim Miloševićevim nadzorom) organizirala je hajku protiv Draškovića, koji u znak prosvjeda najavljuje za 9. ožujka te godine oporbeni skup u središtu Beograda. Milošević je odlučio razbiti skup, te su njegove policijske snage brutalnom silom to i učinile. Tijekom demonstracija, dvije osobe su poginule. Navečer, u središtu Beograda pojavili su se tenkovi. Drašković je tada prvi put uhićen, ali je pušten poslije nekoliko dana (poslije pritiska beogradskih i niških studenata i mirnih demonstracija).
U jesen te godine, u doba žestokog rata u Hrvatskoj, Drašković organizira paravojnu skupinu pod nazivom Srpska garda i šalje je na ratište. Drašković je u to vrijeme iskazivao otvorene srpske suprematističke stavove, tvrdnjama da su Srbi na ovom jugoslavenskom prostoru biološki najjača nacija, historijski najutemeljenija.
U proljeće 1992. godine, Drašković i još nekoliko srpskih oporbenih stranaka organiziraju Demokratski pokret Srbije - DEPOS. Na izvanrednim izborima za Skupštinu Srbije, u prosincu '92. i 1993. godine, DEPOS ne bilježi veći uspjeh.
1. lipnja 1993. godine, jedan zastupnik Šešeljeve stranke u saveznom parlamentu pretukao je jednog zastupnika Draškovićeve partije. Ovaj incident izazvao je prosvjede SPO-a ispred saveznog parlamenta, tokom kojih je čak pokušano i zauzimanje zgrade parlamenta. Tom prilikom jedan policajac je poginuo, a Drašković i njegova supruga su isprebijani i uhićeni. Ipak, pod pritiskom stranih sila, Milošević je bio prisiljen pustiti Draškovića iz zatvora (9. srpnja).
Iako je te 1993. Hrvatska bila međunarodno priznata zemlja, Drašković je još uvijek razmatrao kako na silu držati Hrvatsku zatočenu u Jugoslaviji, pri čemu je Slovence smatrao za saveznike. Tvrdio je da Srbi nemaju sa Slovenijom nikakvih zadjevica ni sporova te da Slovenija nije zapadna kapija Jugoslavije, nego zapadna brana, "eventualnoj, hrvatskoj secesiji" pa doklegod "hrvatski avanturizam" bude ukliješten između Srba i Slovenaca, bit će nemoćan. Nije priznavao da se RH razdružila, nego je govorio o "hrvatskoj secesiji", hrvatsku želju za samostalnošću i nacionalno oslobođenje je nazivao "rastućom histerijom ustaštva" a osamostaljenu Hrvatsku je stigmatizirao da je NDH. Predlagao je ovakve mjere: Hrvatski secesionizam i rastuća histerija ustaštva mogli su se smiriti mudro i tiho, pašićevski. Trebalo je obnoviti i učvrstiti odnose sa Slovencima, što je bilo u obostranom interesu. U Zagrebu bi, istoga trena, razumjeli da od NDH nema ništa. Onih koju stotinu ustaša, koji su divljali tih mjeseci, vojska bi razoružala i smirila u samo jednoj akciji. Ako bi odjeknuo koji zvižduk iz svijeta, brzo bi bio zaboravljen.
Pristaša je sprovođenja plana Z-4. O njemu je napisao svoj stav Plan Z-4 važi, ali nema naroda na koga ga treba primijeniti i Važit će ponovno kad srpski narod ponovno bude ondje.
Pred redovne izbore za Skupštinu tadašnje SRJ i lokalne izbore u Srbiji, u studenom 1996. godine, Drašković s tadašnjim predsjednikom Demokratske stranke Zoranom Đinđićem i predsjednicom Građanskog saveza Srbije Vesnom Pešić sklapa koaliciju "Zajedno".  Ova koalicija gubi na saveznim, ali je pobijedio na lokalnim izborima. Milošević je odbio priznati poraz, pa su nastali tromjesečni prosvjedi po cijeloj Srbiji. Tek u veljači 1997. godine, Milošević je priznao pobjedu oporbe.
Prvi pokušaj ubojstva Draškovića dogodio se 3. listopada 1999. godine, na Ibarskoj magistrali. Kamion pun pjeska izravno je naletio na automobil u kojem se nalazio Drašković i njegova četiri bliska suradnika. Drašković je jedini preživio.
Drugi pokušaj dogodio se 15. lipnja 2000. godine, u Budvi. Na Draškovića je pucano dok je sjedio u svom stanu i ponovo je uspio preživjeti.
U međuvremenu, Drašković je sudjelovao u formiranju nove, velike, oporbene skupine protiv Miloševića koja je nazvana Demokratska opozicija Srbije - DOS. Međutim, u ljeto te godine, Drašković je odlučio istupiti iz DOS-a i samostalno sudjelovati na izvanrednim izborima za predsjednika SRJ, koje je Milošević raspisao za 24. rujna te godine. Draškovićev kandidat je dobio vrlo mali broj glasova, a Vojislav Koštunica (kandidat DOS) uvjerljivo je pobijedio Miloševića koji nije htio priznati poraz. Nastaju prosvjedi po cijeloj Srbiji, koji su završili 5. listopada kada je DOS na silu zauzeo najvažnije državne institucije i svrgnuo Miloševićev režim.
Na izvanrednim izborima za Skupštinu Srbije, 23. prosinca te godine, Draškovićev SPO nije uspio ući u parlament. Tri godine kasnije, SPO je ušao u koaliciju sa strankom Novom Srbijom Velimira Ilića i osvojio je 22 zastupnička mjesta. Drašković nije dobio mjesto u novoj Vladi Srbije pod vodstvom Vojislava Koštunice, nego je travnja 2004. godine biva izabran za ministra vanjskih poslova ondašnje Državne zajednice Srbija i Crna Gora.
Nakon raspada SiCG, svibnja 2006. godine, Drašković je ostao na svojoj dužnosti kao ministar vanjskih poslova Srbije. Tu je dužnost obnašao do izbora nove srpske Vlade, svibnja 2007. godine.
Pred izvanredne parlamentarne izbore koji su se održali 11. svibnja 2008. godine, Drašković i njegov SPO pristupili su koaliciji za Evropsku Srbiju - Boris Tadić koju su činile Demokratska stranka (Boris Tadić), G17+ (Mlađan Dinkić), i Liga socijaldemokrata Vojvodine (Nenad Čanak).